# كلارنس دونلاب
كلارنس دونلاب هو عسكري كندي، ولد في 1908 في Sydney Mines ‏ في كندا، وتوفي في 20 أكتوبر 2003.